# Mary Bertie, Duquesa de Ancaster e Kesteven
Mary Bertie, Duquesa de Ancaster e Kesteven (nascida Mary Panton, m. 19 de outubro de 1793) foi a segunda esposa de Peregrine Bertie, 3º Duque de Ancaster e Kesteven. Era filha de Thomas Panton de Newmarket (1697-1782), um cavaleiro do rei Jorge II e Mestre da Caça Thurlow , e de sua esposa Priscilla (embora possa ter sido ilegítima).

## Biografia
A primeira esposa do Duque, Elizabeth Blundell, morreu em 1743.  Mary Panton casou-se com o Duque a 27 de novembro de 1750.  Tiveram seis filhos:
- Lady Mary Catherine Bertie (14 de abril de 1754 - 12 de abril de 1767)
- Peregrine Thomas Bertie, Marquês de Lindsey (21 de maio de 1755 - 12 de dezembro de 1758)
- Um filho sem nome (nasceu e morreu em 14 de setembro de 1759)
- Robert Bertie, 4º Duque de Ancaster e Kesteven (1756–1779)
- Priscilla Bertie, 21.ª Baronesa de Willoughby de Eresby (16 de fevereiro de 1761 - 29 de dezembro de 1828)
- Georgina Charlotte Bertie (7 de agosto de 1761 - 1838), casou-se com George Cholmondeley, 1º Marquês de Cholmondeley, com descendência.

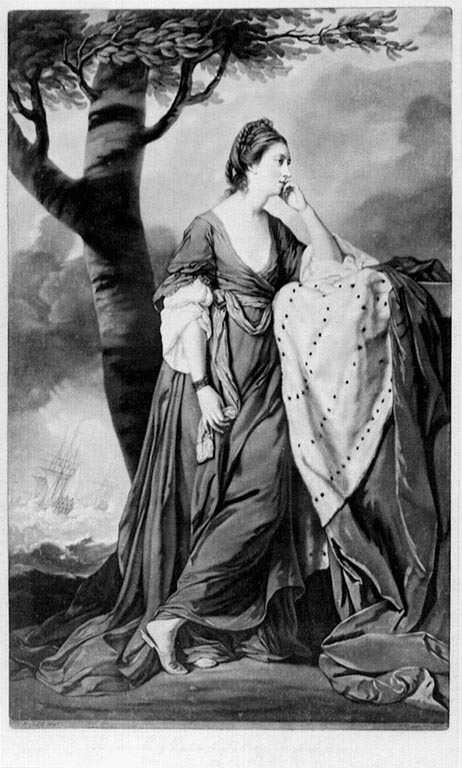
Gravura da década de 1760 de autoria de John Dixon.

Após o seu casamento com o Duque, Thomas, pai de Mary Panton, obteve o cargo de Mestre dos Cavalos de Corrida do Rei. Mais tarde, o seu filho Thomas herdaria este cargo.
Em 1757, Sir Joshua Reynolds pintou o casal, assim como outro retrato da duquesa, entre 1765 e 1771.  Uma miniatura em aguarela, de John Smart, datada de 1763, pertence ao Nelson-Atkins Museum of Art.
De 1761 a 1793, a duquesa manteve o cargo de Mistress of the Robes de Charlota de Mecklenburg-Strelitz.  Aquando do nascimento do futuro rei Guilherme IV do Reino Unido, a duquesa recomendou como ama de leite uma mulher chamada Sarah Tuting, que mais tarde foi reconhecida como amante do seu pai.
A duquesa faleceu em Itália.